# R-Type Final
 (mars 2020).
Si vous disposez d'ouvrages ou d'articles de référence ou si vous connaissez des sites web de qualité traitant du thème abordé ici, merci de compléter l'article en donnant les références utiles à sa vérifiabilité et en les liant à la section « Notes et références ».
R-Type Final est un jeu vidéo développé et édité par Irem sur PlayStation 2 en 2003. Il s'agit d'un shoot 'em up à défilement horizontal. Il fait partie de la série R-Type.
Dans ce volet, le joueur se bat contre la Bydo Core, un organisme étrange qui menace l'humanité...

## Système de jeu
R-Type Final est le plus complet des épisodes de la série, proposant une centaine de vaisseaux aux particularités précises, et pas loin d'une vingtaine de niveaux (ce qui est énorme pour un jeu de ce genre). Le gameplay reste fidèle aux autres épisodes de la série : une progression lente avec un scrolling horizontal, et un boss ardu à la fin de chaque niveau.

### Caractéristiques des vaisseaux
Chacun des 100 vaisseaux disponibles peut être amélioré (grâce aux power-up éparpillés dans le jeu) et possède des caractéristiques :
- Trois modes de tirs : frontal, en diagonal, et sur les côtés. Chaque mode possédant deux niveaux de puissance.
- Un canon principal ayant une grande force de destruction mais dont le temps de charge est plus ou moins élevé.
- Deux options qui servent de bouclier (il existe une dizaine d'options différentes).
- Une force de la forme d'une sphère qui est indestructible. Celle-ci peut être attachée à l'avant du vaisseau afin de le protéger, ou lancée afin de faire des dégâts.
- Une bombe qui détruit tout à l'écran. Celle-ci est disponible quand le niveau Bydo de votre vaisseau est plein. Le niveau Bydo se remplit selon des dégâts qu'inflige la force du vaisseau.

### Modes de jeu et bonus
R-Type Final propose différents modes de jeu : 
- Le mode arcade, où l'on enchaîne les niveaux jusqu'au dernier.
- Le mode chasse aux points, où l'on refait un niveau avec une seule vie, dans le but de faire le meilleur score possible.
- Le mode contre I.A., où deux vaisseaux préalablement programmés grâce à un petit utilitaire s'affrontent. Le joueur ne peut pas intervenir dans l'affrontement.

De plus, R-Type Final propose quelques bonus :
- Un hangar, où il est possible de voir les vaisseaux, et de les modifier.
- Une galerie d'images.
- Le Laboratoire Bydo, qui rassemble des informations sur les ennemis que l'on peut rencontrer.
- Les chroniques de guerre, qui donne des informations sur la partie (durée de jeu, nombre de vaisseaux acquis, nombre de fois que l'on a fini le jeu, etc.)
- Les notes de jeux, où l'on peut voir ses exploits (par exemple finir le jeu sans utiliser l'arme spéciale).